# 1945年11月2日の憲法的法律
1945年11月2日の憲法的法律（1945ねん11がつ2かのけんぽうてきほうりつ、フランス語: Loi constitutionnelle du 2 novembre 1945）は、フランス共和国臨時政府（GPRF）の指導の下で1944年からフランス本土に復帰したフランス共和国の臨時憲法体制を規律した憲法的法律である。

## 概要
同法の政府原案 (fr:projet de loi) が1945年8月17日の命令 (fr:ordonnance) 第45-1836号に掲載され、10月21日のフランス人民投票で採択されたことによって成立し、11月2日に公布され、翌11月3日に発効した。
同法は、1875年の憲法的法律（前共和国憲法）を廃止するものではなく、将来、国の憲法（1946年憲法（第四共和政））が起草・採択されるまでの短期間、国家体制の維持を図るものである。

## 関連文献
- 山本浩三「自由フランスから第四共和国までの基本法(一)譯」『同志社法學』第7巻第5号、同志社法學會、1956年1月、97-102頁、CRID 1390572174865550208、doi:10.14988/pa.2017.0000009199、ISSN 0387-7612。
- 山本浩三「自由フランスから第四共和国までの基本法 (2) 譯」『同志社法學』第7巻第6号、同志社法學會、1956年3月、90-96頁、CRID 1390290699888832384、doi:10.14988/pa.2017.0000009209、ISSN 0387-7612。
- 山本浩三「自由フランスから第四共和国までの基本法(三)訳」『同志社法學』第8巻第1号、同志社法學會、1956年5月、97-108頁、CRID 1390009224912133376、doi:10.14988/pa.2017.0000009216、ISSN 0387-7612。
- 山本浩三「自由フランスから第四共和国までの基本法(四)訳」『同志社法學』第8巻第2号、同志社法學會、1956年7月、147-151頁、CRID 1390290699888835712、doi:10.14988/pa.2017.0000009220、ISSN 0387-7612。
- 山本浩三「自由フランスから第四共和国までの基本法(五)訳」『同志社法學』第8巻第3号、同志社法學會、1956年9月、200-211頁、CRID 1390290699888838016、doi:10.14988/pa.2017.0000009226、ISSN 0387-7612。
- 山本浩三「自由フランスから第四共和国までの基本法(六)訳」『同志社法學』第8巻第5号、同志社法學會、1957年1月、139-144頁、CRID 1390009224912140800、doi:10.14988/pa.2017.0000009237、ISSN 0387-7612。
- 山本浩三「自由フランスから第四共和国までの基本法(七・完)訳」『同志社法學』第9巻第2号、同志社法學會、1957年9月、98-113頁、CRID 1390009224912145280、doi:10.14988/pa.2017.0000009251、ISSN 0387-7612。